# خوسيه غوارديولا
خوسيه غوارديولا (بالإسبانية: José Guardiola)‏ هو عازف كمان ومغني إسباني، ولد في 22 أكتوبر 1930 في برشلونة في إسبانيا، وتوفي بنفس المكان في 9 أبريل 2012.

## وصلات خارجية
- خوسيه غوارديولا على موقع IMDb (الإنجليزية)
- خوسيه غوارديولا على موقع ميوزك برينز (الإنجليزية)
- خوسيه غوارديولا على موقع أول ميوزيك (الإنجليزية)
- خوسيه غوارديولا على موقع ديسكوغز (الإنجليزية)
- خوسيه غوارديولا على موقع قاعدة بيانات الفيلم (الإنجليزية)